# 安芸中山駅
安芸中山駅（あきなかやまえき）は、広島県安芸郡中山村（現在の広島市東区中山地区）に存在した国鉄（当時は鉄道省）芸備線の駅（廃駅）。1941年（昭和16年）8月10日に営業休止となった。

## 概要
芸備鉄道の開業当初、中山村には駅が無かったが、1929年（昭和4年）に芸備鉄道がガソリンカーの運転を開始すると、同年3月20日にガソリンカー専用駅として中山踏切の近くに中山停留所が設置された。
1937年（昭和12年）7月1日に芸備鉄道が国有化され芸備線になると、中山停留所は安芸中山駅に改称され、引き続きガソリンカー専用駅として営業した。
その後、戦時体制下に入り燃料事情が悪化。1941年（昭和16年）8月10日には芸備線におけるガソリンカーの運転が廃止され、安芸中山駅は他のガソリンカー専用駅とともに営業を休止した。
現在、芸備線の広島口における輸送改善において、芸備線の高速化・電化とともに安芸中山駅の復活（中山新駅の設置）が議論されることがある。実際、中山近辺は慢性的な交通渋滞に悩まされており、2024年には、かつての安芸中山駅周辺(中山踏切)にアンダーパスが開通したものの、未だ交通渋滞の解決には至っていない。

## 歴史
- 1929年（昭和4年）3月20日：ガソリンカー専用駅の中山停留所として開業[1]。
- 1937年（昭和12年）7月1日：：芸備鉄道買収により国有化[1]。停留場から駅に変更になり、安芸中山駅となる[1]。
- 1941年（昭和16年）8月10日：戦時統制によるガソリンカー廃止により、他のガソリンカー専用駅とともに休止[1]。

## 利用状況
以下の情報は、広島県統計書に基づいたデータである。
| 年度               | 1日平均 乗降人員 | 年度毎 乗車数 | 年度毎 降車数 | 乗客収入 （円） |
| ------------------ | ---------------- | ------------- | ------------- | --------------- |
| 1929年（昭和4年）  | 16.8             | 4,228         | 1,888         | 366             |
| 1930年（昭和5年）  | 27.5             | 4,652         | 5,377         | 578             |
| 1931年（昭和6年）  | 25.5             | 4,775         | 4,549         | 688             |
| 1932年（昭和7年）  | 21.3             | 4,178         | 3,582         | 658             |
| 1933年（昭和8年）  | 19.5             | 3,619         | 3,506         | 539             |
| 1934年（昭和9年）  | 21.0             | 3,872         | 3,798         | 580             |
| 1935年（昭和10年） | 20.2             | 3,628         | 3,741         | 483             |

## 隣の駅
鉄道省
芸備線
蒸気機関車牽引列車
通過
ガソリンカー
石ヶ原駅 - 安芸中山駅 - 矢賀駅
石ヶ原駅と当時の矢賀駅は当駅同様ガソリンカー専用駅であり、当駅と同時に廃止された。ただし矢賀駅は1942年（昭和17年）に信号場として復活、翌年には矢賀駅として旅客営業を開始した。

## 参考書籍
- 広島市『中山村史』1991年